# 28751 Eggl
28751 Eggl è un asteroide della fascia principale. Scoperto nel 2000, presenta un'orbita caratterizzata da un semiasse maggiore pari a 2,521255 UA e da un'eccentricità di 0,113573, inclinata di 1,744544° rispetto all'eclittica.